# Gerhard Karl Lieb
Gerhard Karl Lieb (* 28. September 1960 in Graz) ist Professor für Geographie. Er ist Mitarbeiter am Institut für Geographie und Raumforschung der Universität Graz.

## Leben
Gerhard Karl Lieb studierte 1978–1984 Lehramt Geographie und Wirtschaftskunde und Klassische Philologie (Latein) an der Universität Graz. Er ist seit 1983 teilweise und seit 1985 vollbeschäftigt am Geographie-Institut tätig. Seit seiner Habilitation 1996 fungiert er als außerordentlicher Professor.

## Wirken
Lieb arbeitet insbesondere über Geomorphologie, Glaziologie und Permafrost in den Alpen, sowie der Regionalgeographie von Mittel- und Südosteuropa, und ist in der Fachdidaktik der Geographie und Wirtschaftskunde, und in der Umweltdidaktik tätig.
Neben wissenschaftlicher Publikation ist er Autor oder Mitautor zahlreicher Landschaftsführer und Schulbücher. Er erarbeitete auch 1991 für die Steiermärkische Landesregierung die heute übliche Landschaftsgliederung der Steiermark. Daneben ist er seit 1985 Mitglied im Gletschermessdienst des Österreichischen Alpenvereins, leitet diesen seit 2016 (zusammen mit Andreas Kellerer-Pirklbauer), und ist derzeit Betreuer für Österreichs bekanntesten Gletscher, die Pasterze am Großglockner.

## Werke (Auswahl)
- Landschaftsgliederung und Standortverhältnisse Steiermark. Landschaftsgliederungen und -beschreibungen für alle steirischen Bezirke. Unpublizierte Studie im Auftrag der Steiermärkischen Landesregierung, Graz 1985.
- Eine Gebietsgliederung der Steiermark aufgrund naturräumlicher Gegebenheiten. In: Mitteilungen der Abteilung Botanik am Landesmuseum Joanneum in Graz. Band 20, 1991, S. 263–292 (zobodat.at [PDF]).
- mit Heinz Slupetzky, Nationalpark Hohe Tauern, Oesterreichischer Alpenverein (Hrsg.): Die Pasterze – Der Gletscher am Großglockner. Verlag Anton Pustet, Salzburg 2011, ISBN 978-3-7025-0652-0.
- als Herausgeber (seit 2016) mit dem Österreichischen Alpenverein: ÖAV-Gletscherbericht. jährliche Publikation.

Online:
- als Bearbeiter: Landschaftsgliederung der Steiermark. Land Steiermark – Amt der Steiermärkischen Landesregierung, umwelt.steiermark.at (o. D.; Karte im Digitalen Atlas Steiermark).